# The Invasion of the Spiders
The Invasion of the Spiders è un film statunitense del 2001 diretto da Sam Firstenberg: è il seguito di Spiders (2000).